# Conus pauperculus
Espèce
Statut de conservation UICN

 DD  : Données insuffisantes
Conus pauperculus est une espèce de mollusques gastéropodes marins de la famille des Conidae.
Comme toutes les espèces du genre Conus, ces escargots sont prédateurs et venimeux. Ils sont capables de « piquer » les humains et doivent donc être manipulés avec précaution, voire pas du tout.

## Description
La taille de la coquille varie entre 20 mm et 40 mm. La coquille est fine et étroite. Sa couleur est olivâtre, avec une bande centrale de couleur chair, et de nombreuses séries tournantes de petites taches marron. 

## Distribution
Cette espèce marine est présente au large d'Okinawa, au Japon.

### Niveau de risque d’extinction de l’espèce
Selon l'analyse de l'UICN réalisée en 2011 pour la définition du niveau de risque d'extinction, cette espèce est présente à Honshu, au Japon, et a également été enregistrée aux Philippines. Il n'y a aucune information sur sa population et on ne sait pas non plus si elle est utilisée. Nous l'avons inscrite dans la catégorie Données insuffisantes et nous recommandons des recherches futures sur sa population et les menaces possibles.

## Taxonomie

### Publication originale
L'espèce Conus pauperculus a été décrite pour la première fois en 1834 par le naturaliste, illustrateur et conchyliologiste britannique George Brettingham Sowerby I dans « The conchological illustrations or, Coloured figures of all the hitherto unfigured recent shells »,.

### Synonymes
- Conus (Splinoconus) pauperculus G. B. Sowerby I, 1834 · appellation alternative
- Nitidoconus pauperculus (G. B. Sowerby I, 1834) · non accepté